# Mesocricetus raddei
Mesocricetus raddei (Мезокрікетус Раде) — вид ссавців з родини Cricetidae.

## Назва
Вид названо на честь німецького натураліста Густава Радде.

## Генетика
2n=44.

## Поширення
Країни поширення: Грузія, Російська Федерація. Мешкає в сухих вівсяних і злакових травах і степах, сільськогосподарських місцях, особливо в лісовій лінії між полями. Уникає болотистих луків і реальних лісів.

## Звички
Активність проявляє в основному в сутінках і вночі, а навесні і влітку також вдень. Робить глибокі нори з одним або кількома виходами. Зимова сплячка триває від 4 до 6 місяців, залежно від висоти і зимових температур. Навесні і на початку літа харчується зеленими трав'яними частин, восени переходить на насіння, боби і коренеплоди. Робить запаси на зиму до 16 кг.

## Розмноження
У горах відтворюється, як правило, два рази на рік, в низинах 3-4 рази на рік. Розмір приплоду становить від 4 до 24 дитинчат, 12 в середньому.

## Загрози та охорона
Немає серйозних загроз.